# Storia di un bambino
Storia di un bambino (The Child's Story) è un racconto di Charles Dickens del 1852.
Fu scritto e pubblicato dall'autore nell'edizione speciale della rivista Household Words del Natale 1852. Rimasto inedito in Italia, è pubblicato per la prima volta nel 2012 e fa parte della raccolta Racconti dal Focolare - Gli inediti di Charles Dickens.